# Chapelle funéraire de Chambon-sur-Lac
La chapelle funéraire de Chambon-sur-Lac est une chapelle romane située à Chambon-sur-Lac dans le département français du Puy-de-Dôme en région Auvergne-Rhône-Alpes.

## Localisation
La chapelle funéraire de Chambon-sur-Lac est située au cimetière, à l'est du village.

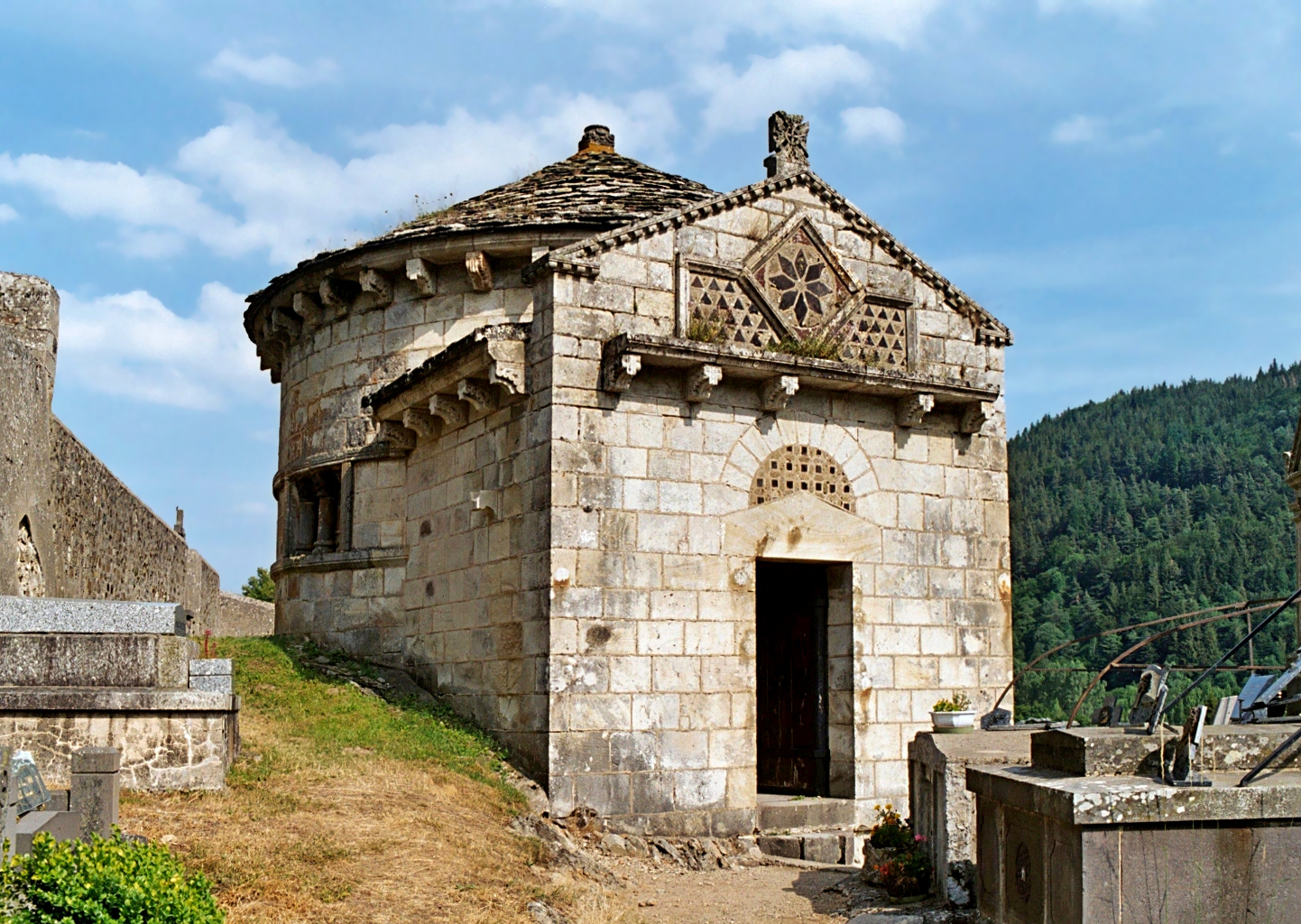
La façade occidentale.

## Historique
La chapelle date du Xe siècle. Il est probable qu'elle fut construite par des seigneurs locaux pour leurs sépultures. Elle fut longtemps nommée à tort baptistère en raison d'une cuve baptismale en bronze qui fut découverte près de ses murs.

## Protection
La chapelle a été classée au titre des monuments historiques par la liste de 1862.

## Architecture

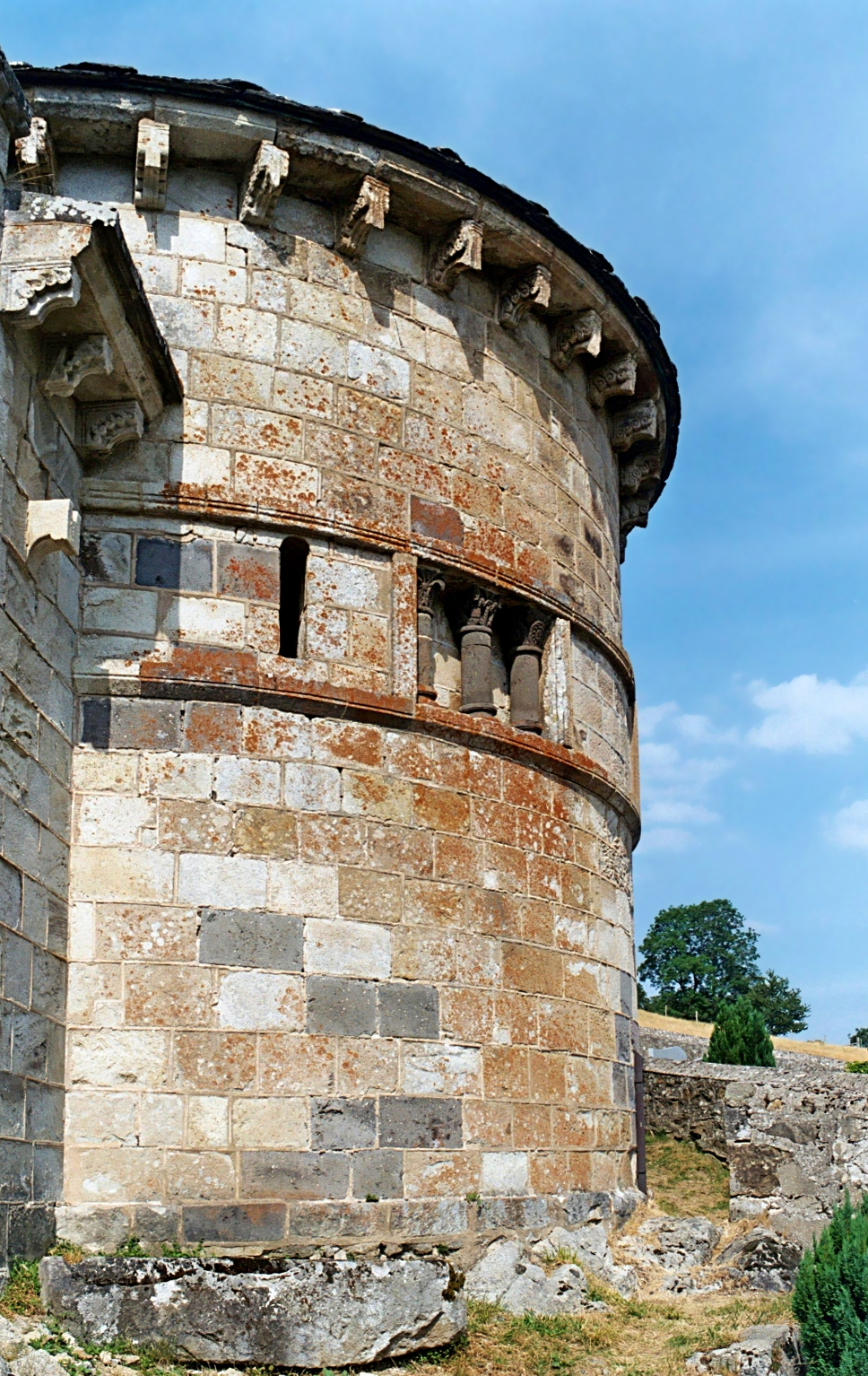
Détail de la rotonde.

La chapelle, couverte de lauzes et édifiée en pierre de taille assemblée en grand appareil, est constituée d'une rotonde précédée d'une travée droite à l'ouest.
Elle possède une intéressante décoration très semblable à celle des églises majeures de Basse-Auvergne comme l'église Saint-Austremoine d'Issoire ou l'église de Saint-Nectaire.
La rotonde est couronnée d'une corniche largement débordante soutenue par des modillons à copeaux sculptés de décor végétal, humain ou animalier (sirène-poisson, personnage tirant la langue, griffons buvant dans une même coupe, aigles aux ailes déployées…). Elle est cerclée à mi-hauteur par deux cordons qui encadrent des loges rectangulaires abritant chacune trois colonnettes.
La travée droite est percée d'une porte dont le linteau est en bâtière comme souvent en Basse-Auvergne (Notre-Dame-du-Port, Saint-Nectaire…) et dont le tympan est orné d'une mosaïque de pierres.
Au-dessus du tympan, un entablement supporté par des modillons à copeaux est surmonté d'une rosace en basalte entourée d'une mosaïque de triangles, le tout logé sous un fronton triangulaire orné d'un cordon de billettes et surmonté d'une croix en pierre.